# Belz (Francia)
Belz (in bretone: Belz) è un comune francese di 3 560 abitanti situato nel dipartimento del Morbihan nella regione della Bretagna.

## Società

### Evoluzione demografica
Abitanti censiti